# José María Álvarez de Toledo
José María Álvarez de Toledo (Madrid, 16 luglio 1756 – Siviglia, 9 giugno 1796) fu 15º duca di Medina Sidonia e 14º duca di Bivona.

## Biografia
Era figlio di Antonio Álvarez de Toledo Osorio, marchese di Villafranca del Bierzo e di Maria Antonia Dorotea Gonzaga.
Giuseppe Alvarez de Toledo si sposò con Maria Teresa Cayetana de Silva, da cui, tuttavia, non ebbe figli: alla sua morte gli successe il fratello Francisco.

## Ascendenza
|                                                        |                       |                                                       | Genitori                                 |  |  | Nonni |  |  | Bisnonni                                               |  |  | Trisnonni                                  |  |
|                                                        |                       |                                                       |                                          |  |  |       |  |  | José Fadrique Álvarez de Toledo y Fernández de Córdoba |  |  | Fadrique Álvarez de Toledo y Ponce de León |  |
|                                                        |                       |                                                       |                                          |  |  |       |  |  | José Fadrique Álvarez de Toledo y Fernández de Córdoba |  |  | Fadrique Álvarez de Toledo y Ponce de León |  |
|                                                        |                       | Maria Manuela Fernandez de Córdova Cardona y Pimentel |                                          |  |  |       |  |  | José Fadrique Álvarez de Toledo y Fernández de Córdoba |  |  |                                            |  |
| Fadrique Vicente Álvarez de Toledo y Moncada de Aragón |                       |                                                       |                                          |  |  |       |  |  | José Fadrique Álvarez de Toledo y Fernández de Córdoba |  |  |                                            |  |
|                                                        |                       | Teresa Catalina Moncada de Aragón y Fajardo           | Fernando de Moncada y Aragón             |  |  |       |  |  |                                                        |  |  |                                            |  |
|                                                        |                       | Teresa Catalina Moncada de Aragón y Fajardo           | Fernando de Moncada y Aragón             |  |  |       |  |  |                                                        |  |  |                                            |  |
|                                                        |                       | Teresa Catalina Moncada de Aragón y Fajardo           | María Teresa Fajardo y Álvarez de Toledo |  |  |       |  |  |                                                        |  |  |                                            |  |
| Antonio Álvarez de Toledo y Pérez de Guzmán            |                       | Teresa Catalina Moncada de Aragón y Fajardo           |                                          |  |  |       |  |  |                                                        |  |  |                                            |  |
|                                                        |                       | Manuel Alonso Pérez de Guzmán el Bueno                | Juan Claros Pérez de Guzmán el Bueno     |  |  |       |  |  |                                                        |  |  |                                            |  |
|                                                        |                       | Manuel Alonso Pérez de Guzmán el Bueno                | Juan Claros Pérez de Guzmán el Bueno     |  |  |       |  |  |                                                        |  |  |                                            |  |
|                                                        |                       | Manuel Alonso Pérez de Guzmán el Bueno                | Antonia Pimentel y Benavides             |  |  |       |  |  |                                                        |  |  |                                            |  |
| Juana Pérez de Guzmán el Bueno y Silva                 |                       | Manuel Alonso Pérez de Guzmán el Bueno                |                                          |  |  |       |  |  |                                                        |  |  |                                            |  |
|                                                        |                       | Luisa Maria de Silva Mendoza y Haro                   | Gregorio de Silva Mendoza y Sandoval     |  |  |       |  |  |                                                        |  |  |                                            |  |
|                                                        |                       | Luisa Maria de Silva Mendoza y Haro                   | Gregorio de Silva Mendoza y Sandoval     |  |  |       |  |  |                                                        |  |  |                                            |  |
|                                                        |                       | Luisa Maria de Silva Mendoza y Haro                   | Maria de Haro y Guzmán                   |  |  |       |  |  |                                                        |  |  |                                            |  |
| José María Álvarez de Toledo                           |                       | Luisa Maria de Silva Mendoza y Haro                   |                                          |  |  |       |  |  |                                                        |  |  |                                            |  |
|                                                        | Ferdinando II Gonzaga | Carlo Gonzaga                                         |                                          |  |  |       |  |  |                                                        |  |  |                                            |  |
|                                                        | Ferdinando II Gonzaga | Carlo Gonzaga                                         |                                          |  |  |       |  |  |                                                        |  |  |                                            |  |
|                                                        | Ferdinando II Gonzaga | Isabella Martinengo                                   |                                          |  |  |       |  |  |                                                        |  |  |                                            |  |
| Francesco Gonzaga                                      | Ferdinando II Gonzaga |                                                       |                                          |  |  |       |  |  |                                                        |  |  |                                            |  |
|                                                        |                       | Laura Pico della Mirandola                            | Alessandro II Pico della Mirandola       |  |  |       |  |  |                                                        |  |  |                                            |  |
|                                                        |                       | Laura Pico della Mirandola                            | Alessandro II Pico della Mirandola       |  |  |       |  |  |                                                        |  |  |                                            |  |
|                                                        |                       | Laura Pico della Mirandola                            | Anna Beatrice d'Este                     |  |  |       |  |  |                                                        |  |  |                                            |  |
| Maria Antonia Dorotea Gonzaga                          |                       | Laura Pico della Mirandola                            |                                          |  |  |       |  |  |                                                        |  |  |                                            |  |
|                                                        |                       | Carmine Nicolao Caracciolo                            | Marino V Caracciolo                      |  |  |       |  |  |                                                        |  |  |                                            |  |
|                                                        |                       | Carmine Nicolao Caracciolo                            | Marino V Caracciolo                      |  |  |       |  |  |                                                        |  |  |                                            |  |
|                                                        |                       | Carmine Nicolao Caracciolo                            | Giovanna Caracciolo di Torella           |  |  |       |  |  |                                                        |  |  |                                            |  |
| Giulia Chiteria Caracciolo                             |                       | Carmine Nicolao Caracciolo                            |                                          |  |  |       |  |  |                                                        |  |  |                                            |  |
|                                                        |                       | Giovanna Costanza Ruffo                               | Francesco Ruffo                          |  |  |       |  |  |                                                        |  |  |                                            |  |
|                                                        |                       | Giovanna Costanza Ruffo                               | Francesco Ruffo                          |  |  |       |  |  |                                                        |  |  |                                            |  |
|                                                        |                       | Giovanna Costanza Ruffo                               | Giovanna Lanza                           |  |  |       |  |  |                                                        |  |  |                                            |  |
|                                                        |                       | Giovanna Costanza Ruffo                               |                                          |  |  |       |  |  |                                                        |  |  |                                            |  |